# Palazzo Correr Contarini Zorzi
Palazzo Correr Contarini Zorzi, affacciato sul Canal Grande tra Palazzo Querini Papozze e Palazzo Gritti, è un edificio di Venezia sito nel sestiere di Cannaregio. Il palazzo è noto anche come Ca' dei Cuori, data la presenza di questi ultimi in alcuni stemmi in ferro battuto presenti in facciata.

## Storia
Costruito nel 1678 dove sorgeva un antico palazzo gotico, del quale sopravvivono solo le colonnine angolari, divenne dimora di molte nobili famiglie: eretto dai Correr, passò poi alle casate Soranzo, Zorzi e Contarini.
In questo palazzo visse Antonio Correr, noto per essere stato uno dei pochi patrizi che si rifiutò di portare la parrucca, allora ritenuta uno status symbol caratteristico dei ceti nobiliari. Attorno al 1840 vi abitò Giovanni di Sebastiano: nel secolo successivo, quando il palazzo era dei de Mombell, venne aggiunta la terrazza che conclude la facciata.
L'edificio è stato recentemente ristrutturato.

## Architettura
Il palazzo, che prospetta monumentalmente sul Canal Grande con maestosa facciata secentesca, è caratterizzato dalla presenza di due imponenti portali ad acqua monumentali, segnati da teste in chiave d'arco e composti da un'apertura principale circondata da quattro finestrelle quadrangolari: la loro posizione centrale non è però rispettata dalla forometria dei piani superiori.
I piani nobili sono due, di pari importanza e di uguale disegno: sono contraddistinti dalla presenza di una trifora a tutto sesto con balconcino, spostata a sinistra e affiancata da coppie di monofore, che proseguono anche su parte della facciata laterale. Fasce in pietra d'Istria evidenziano la disposizione simmetrica ed armoniosa degli elementi, mettendone in particolare risalto la precisione del disegno. Elemento veramente notevole è sicuramente anche la balaustra bianca, che delimita un'estesa terrazza ed è sostenuta da una cornice dentellata. All'interno sono presenti affreschi neoclassici.